# 库尔贡塔
库尔贡塔（Kurgunta），是印度卡纳塔克邦Gulbarga县的一个城镇。总人口8584（2001年）。

## 人口
该地2001年总人口8584人，其中男性4385人，女性4199人；0—6岁人口1086人，其中男589人，女497人；识字率50.56%，其中男性为60.59%，女性为40.08%。